# 馬伊加巴特河
13°28′34″N 39°17′49″E / 13.476°N 39.297°E

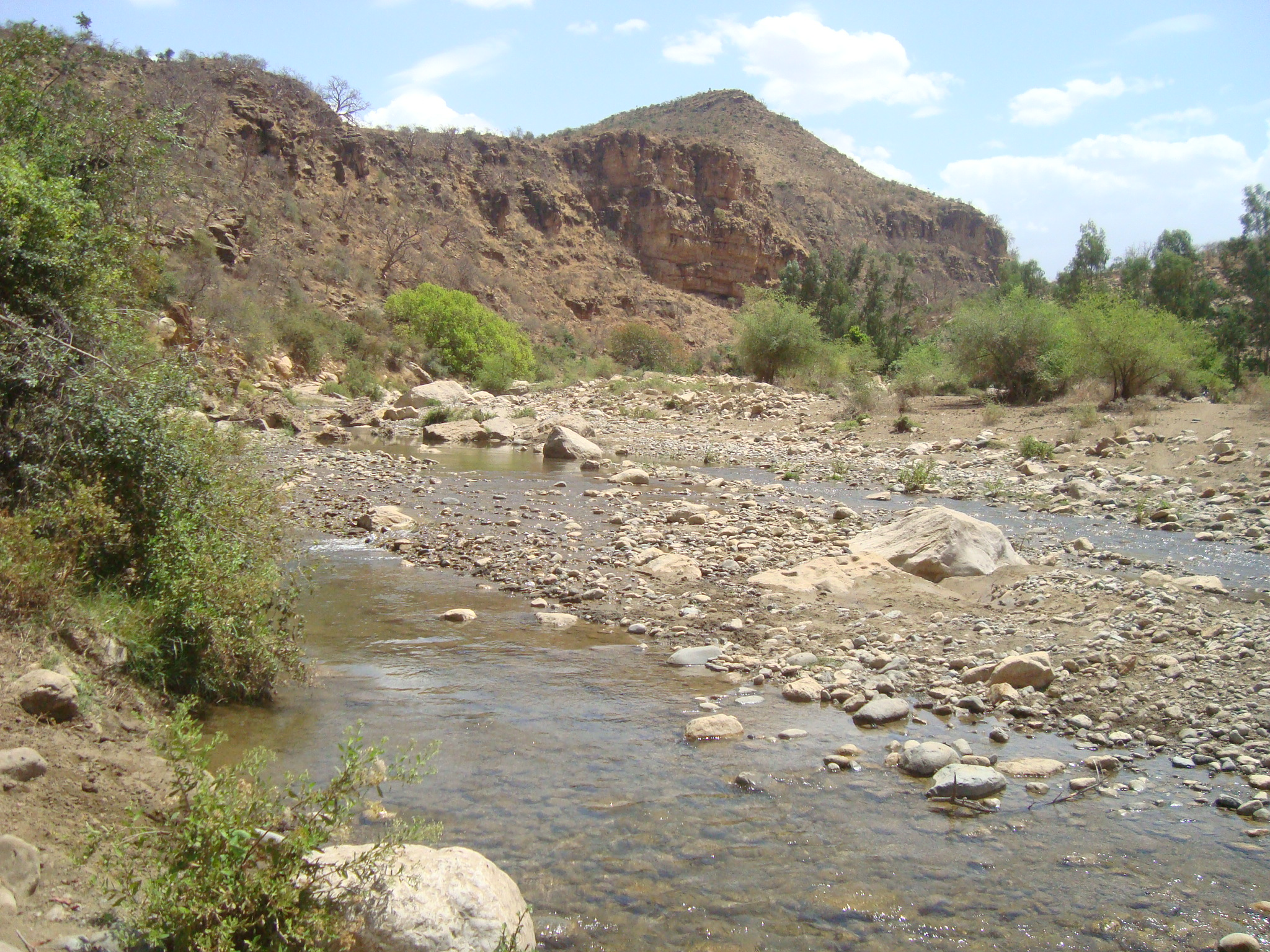

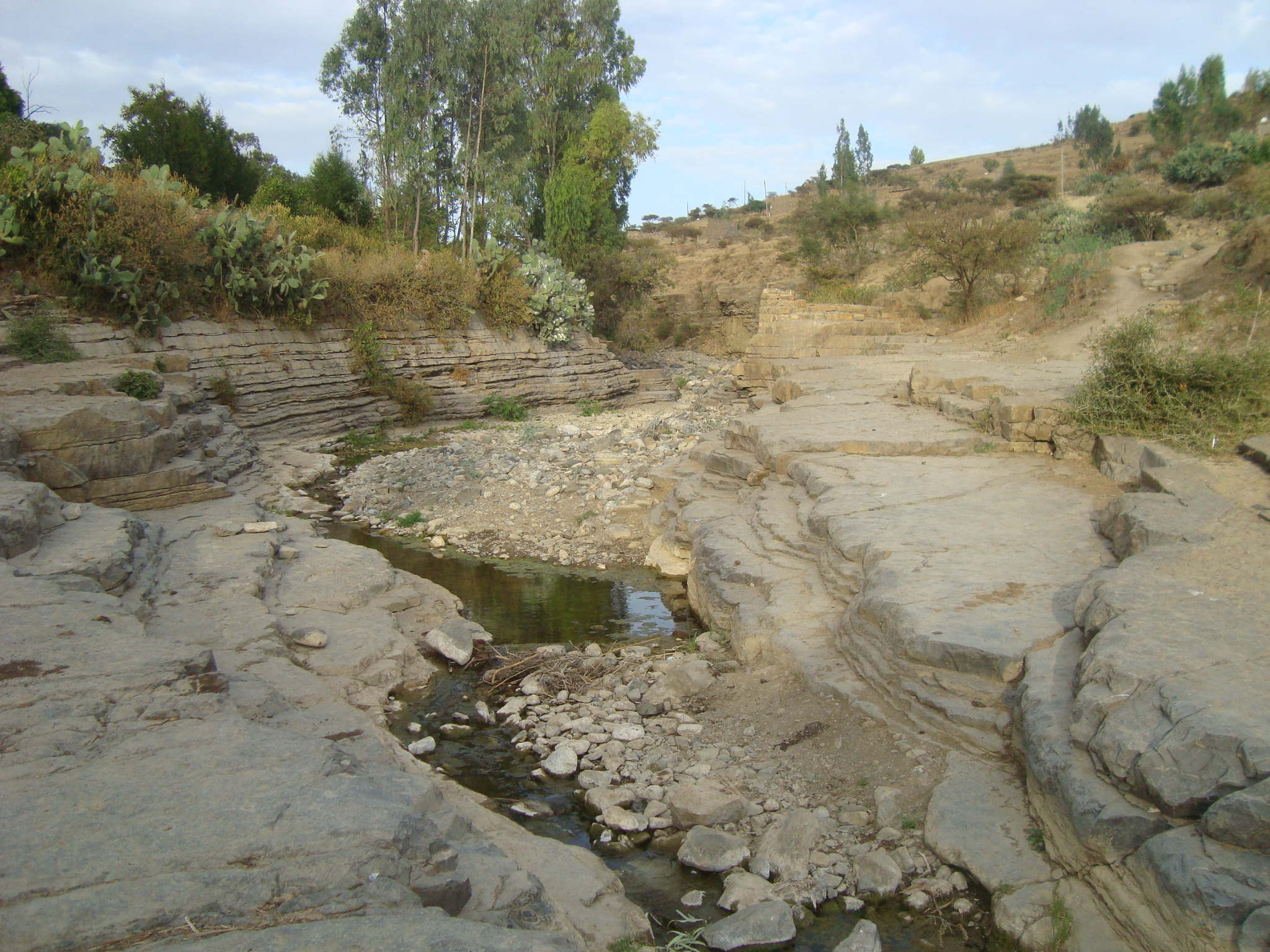

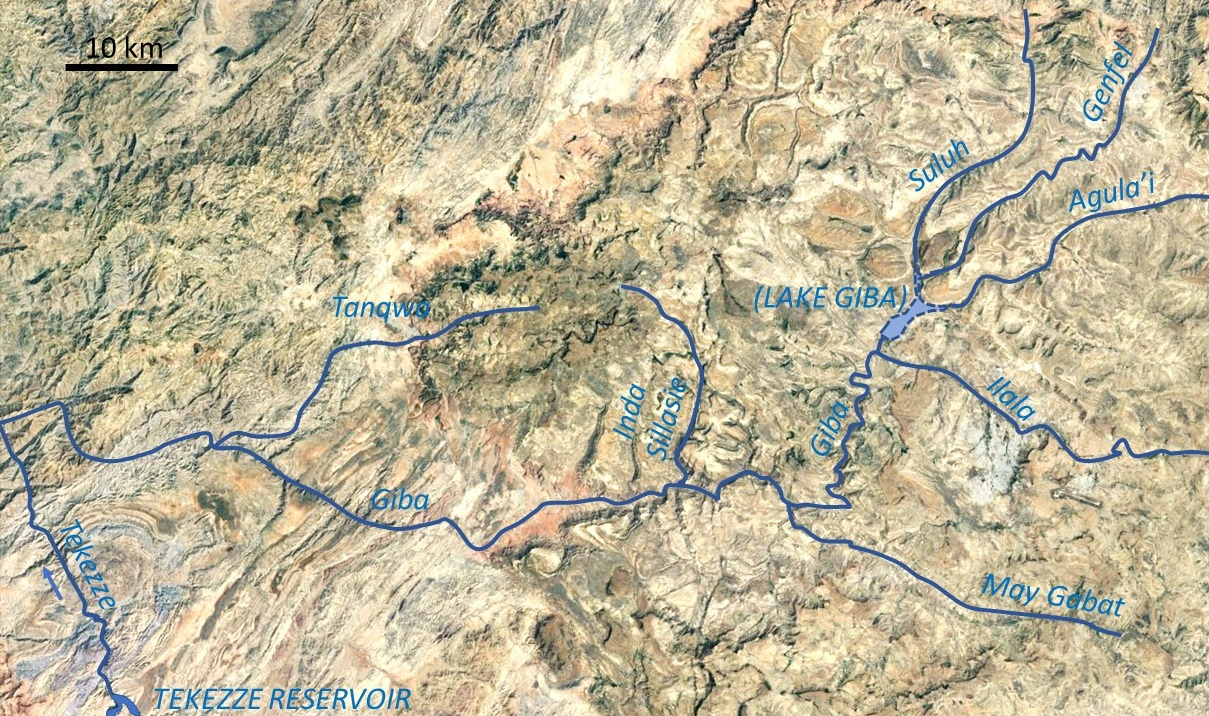

馬伊加巴特河是埃塞俄比亞的河流，位於該國北部，處於提格雷州，屬於吉巴河的支流，是尼羅河流域的一部分，河道全長42公里，流域面積652平方公里。